# فرخنده آقایی
فرخنده آقایی  (۱۹۵۷، تهران ۲۱ بهمن) داستان‌نویس ایرانی است. رمان «از شیطان آموخت و سوزاند» او برندهٔ دورهٔ هفتم جایزه منتقدان و نویسندگان مطبوعاتی شده‌است. او در سال ۱۳۵۸ از دانشگاه الزهرا در رشتهٔ مدیریت اداری دانشنامهٔ لیسانس و در ۱۳۶۶ از دانشگاه تهران در رشتهٔ علوم اجتماعی دانشنامهٔ فوق‌لیسانس گرفت. از ۱۳۶۲ به کار در بانک مرکزی ایران پرداخت. در داستان‌هایش بیشتر به مسائل و مشکلات زنان طبقهٔ متوسط شهری می‌پردازد.

### مجموعه داستان
- ۱۳۶۶ - تپه‌های سبز
- ۱۳۷۲ - راز کوچک
- ۱۳۷۶ - یک زن، یک عشق
- ۱۳۸۲ - گربه‌های گچی

### رمان
- ۱۳۷۹ - جنسیت گمشده
- ۱۳۸۶ - از شیطان آموخت و سوزاند

### سایر آثار
- یک عکس یادگاری با فرخنده آقایی/ دربارهٔ نویسنده/ مهدی کریمی

## نمونه نثر
«وَجی فکر کرد از بچه، از همسر، از همه چیز به آدم نزدیک‌تر است. اصلاً خود آدم است. آن راز که باید بپوشانی و نوازشی کنی و جایی نیست که بگذاریش تا برنگردد. چون باز برمی‌گردد و می‌آید آنجا روی سینهٔ چپت می‌نشیند؛ و دستت را که بلند می‌کنی تا از ریشه بیرونش بکشی، بی‌اختیار دوباره نوازشش می‌کنی. انگار که بچه‌ات، انگار که همسرت، نه حتی نزدیک‌تر از آنها، انگار که خودت.»